# Denis Urubko
Denis Wiktorowicz Urubko (ros. Денис Викторович Урубко; ur. 29 lipca 1973 w Niewinnomyssku) – himalaista i instruktor wspinaczki, były żołnierz armii Kazachstanu, zdobywca Korony Himalajów i Karakorum. Miał obywatelstwo radzieckie, a następnie kazachskie; od 2013 ma obywatelstwo rosyjskie i od 2015 polskie.

## Życie prywatne
Urodził się w Kraju Stawropolskim na obszarze Rosyjskiej FSRR w Związku Radzieckim. Pierwotnie posiadał obywatelstwo radzieckie. Po rozpadzie ZSRR w 1993 przerwał studia w Instytucie Sztuki we Władywostoku, przeniósł się do Kazachstanu, gdzie podjął służbę wojskową w Ałma-Acie i pracę w miejscowym klubie CSKA. Przyjął obywatelstwo kazachskie, z którego zrezygnował w 2012. W tym samym roku, po odejściu ze służby w wojsku kazachskim, opuścił Kazachstan, po czym w 2013 przyjął obywatelstwo rosyjskie i przeniósł się do Riazania. W 2014 podjął starania o przyznanie obywatelstwa polskiego, akt nadania wręczono mu 12 lutego 2015.
W 2014 podjął współpracę z biurem mówców Celebrity Speakers Associates.
Jest po raz piąty żonaty. Ma ośmioro dzieci. Zamieszkał we włoskim Nembro.
Wystąpił w 12. edycji programu Taniec z gwiazdami

## Osiągnięcia
Mistrz sportu klasy międzynarodowej, wielokrotny zwycięzca mistrzostw WNP, Kazachstanu i Kirgistanu w kategorii wysokościowych, technicznych i zimowych wejść w górach. W latach 1998–2001 był wybierany najlepszym alpinistą w Kazachstanie, a w latach 1997–1999 wygrał zawody na szybkość rozgrywane na Szczycie Amangeldiego (kaz. Амангелді шыңы, 4000 m). W 1999 w ciągu 42 dni zdobył wszystkie pięć szczytów wymaganych dla uzyskania tytułu Śnieżnej Pantery, wspinając się razem z Simone Moro (zdobył tylko cztery z pięciu szczytów), Mario Curnisem i Andriejem Mołotowem. Jego partnerem wspinaczkowym był także Siergiej Samojłow.
Został pierwszym wspinaczem z WNP, który w latach 2000–2009 jako piętnasty człowiek w historii zdobył wszystkie 14 ośmiotysięczników świata – tak zwaną Koronę Himalajów i Karakorum – i jako ósmy na świecie dokonał tego bez użycia butli tlenowych. Łącznie wykonał 21 wejść na ośmiotysięczniki. Oprócz tego zdobył 10 szczytów siedmiotysięcznych i ma w swoim dorobku 34 wejścia solowe.
Do jego największych osiągnięć należą pierwsze wejścia zimowe na dwa ośmiotysięczniki: Makalu 9 lutego 2009 z Simone Moro, Gaszerbrum II 2 lutego 2011 z Moro i Amerykaninem Cory Richardsem, a także wytyczenie nowej drogi (wejście w stylu alpejskim; w parze z Borysem Dedeszką) w 2009 na Czo Oju.
Uzyskał tytuł instruktora wspinaczki i alpinizmu Polskiego Klubu Alpejskiego.
27 stycznia 2018 Denis Urubko, wspólnie z Adamem Bieleckim, Piotrem Tomalą i Jarosławem Botorem, przerwał zimową wyprawę na K2 i wziął udział w akcji ratowniczej na Nanga Parbat, której celem była pomoc schodzącym ze szczytu Élisabeth Revol i Tomaszowi Mackiewiczowi. Bielecki i Urubko, wspinając się w godzinach nocnych, dotarli do Revol i sprowadzili ją do obozu, a następnie z pomocą Botora i Tomali niżej do helikoptera (dojście do Mackiewicza, z uwagi na ekstremalne warunki pogodowe, nie było możliwe). Akcja ratunkowa odbiła się szerokim echem w polskich i zagranicznych mediach i została doceniona za bohaterstwo uczestników.

### Lista osiągnięć
- 1991 – Biełucha (4506 m), wejście solowe
- 1992 – Kluczewska Sopka (4750 m), zimowe wejście solowe
- 1992 – Aksu Główne (ros. Аксу Главная, 5355 m), wejście solowe
- 1993 – Marmurowa Ściana (6400 m)
- 1993 – Chan Tengri (7010 m)
- 1993 – Szczyt Ordżonikidze (4410 m), wejście solowe północną ścianą
- 1994 – Swobodnaja Korieja (między 4740 a 4778 m), wejście północną ścianą
- 1994 – Uczitiel (między 4045 a 4550 m), wejście solowe południowo-zachodnim żebrem
- 1994 – Marmurowa Ściana
- 1994 – Szczyt RGO (6500 m), wejście zachodnim żebrem
- 1995 – Marmurowa Ściana, trawers
- 1995 – Chan Tengri
- 1997 – Szczyt Majakowskiego, solowe wejście południowo-zachodnią ścianą
- 1998 – Szczyt Aleksandra Błoka (5239 m), lider zimowego wejścia zachodnią ścianą
- 1999 – Swobodnaja Korieja (między 4740 a 4778 m), lider zimowego wejścia północną ścianą
- 1999 – zdobycie tytułu Śnieżnej Pantery w ciągu 42 dni (13 lipca wyjście z bazy, 16 lipca Szczyt Lenina, 27 lipca Szczyt Korżeniewskiej, 7 sierpnia Szczyt Ismaila Samaniego, 19 sierpnia Chan Tengri, 24 sierpnia Szczyt Zwycięstwa)[19]
- 2000 – zwycięstwo w konkursie na najszybsze zdobycie Chan Tengri z czasem 13 godzin 40 minut[potrzebny przypis]

### Himalaje i Karakorum
- 24 maja 2000 – Mount Everest
- 23 maja 2001 – Lhotse
- 13 sierpnia 2001 – Gaszerbrum I
- 20 sierpnia 2001 – Gaszerbrum II
- 13 maja 2002 – Kanczendzonga, strona południowa
- 25 października 2002 – Sziszapangma
- 17 czerwca 2003 – Nanga Parbat, drogą Kinshofera
- 18 lipca 2003 – Broad Peak
- 30 maja 2004 – Annapurna
- 25 lipca 2005 – Broad Peak, nowa droga
- 25 kwietnia 2006 – Manaslu
- 8 maja 2006 – Manaslu, nowa droga
- 2 maja 2007 – Dhaulagiri
- 2 października 2007 – K2
- 12 maja 2008 – Makalu
- 9 lutego 2009 – Makalu, pierwsze zimowe wejście (wraz z Simone Moro)
- 11 maja 2009 – Czo Oju, nowa droga, styl alpejski (wraz z Borysem Dedeszką)
- 16 maja 2010 – Lhotse, nowa droga, solo
- 2 lutego 2011 – Gaszerbrum II, pierwsze zimowe wejście (wraz z Simone Moro i Cory Richards)[12]
- 19 maja 2014 – Kanczendzonga, od strony północnej, kierownik wyprawy międzynarodowej
- 18 lipca 2019 – Gaszerbrum II, bez tlenu, droga normalna
- 1 sierpnia 2019 – Gaszerbrum II, nowa droga, bez tlenu, solo
- 19 lipca 2022 – Broad Peak, bez tlenu, droga normalna, solo
- 23 lipca 2022 – Gaszerbrum II, bez tlenu, droga normalna, solo
- 29 lipca 2022 – K2, bez tlenu, droga normalna, solo

## Rekordy
- 1999 rok, grudzień – rekordowy czas (1 godzina 15 min 42 sekundy) w corocznych biegach na Szczyt Amangeldiego, dedykowanych pamięci Anatolija Bukriejewa, w okolicach Ałmaty
- 2000 rok, sierpień  – w ramach I Międzynarodowego Górskiego Festiwalu „Chan Tengri 2000” dwukrotnie był na szczycie, za drugim razem – podczas zawodów wejścia na czas od bazy na wysokości (4000 m) do szczytu   (7010 m) – pokonał w czasie 7 godzin 40 min
- 2001 rok, 21 sierpnia – wszedł na czas w Karakorum na ośmiotysięcznik Gaszerbrum II od obozu pierwszego (5800 m) do szczytu (8035 m) w czasie 7 godzin 30 min (pobił rekord Anatolija Bukriejewa z 1997 roku o 2 godziny)
- 2006 rok, 14 września – ustanowił rekord w corocznych biegach na najwyższy szczyt Europy, Elbrus. Odcinek od Azau (początek wyciągu 2 400m) do zachodniego szczytu (5642 m) (kategoria „ekstremalna”) pokonał w czasie 3 godziny 55 min 58 sekund. Został nakręcony film o tych zawodach i rekordzie Urubki. Dopiero po czterech latach rekord ten pobił Andrzej Bargiel.
- 2009 rok, 11 maja – wszedł na Czo Oju i tym samym został pierwszym alpinistą byłego ZSRR, który wszedł na wszystkie 14 ośmiotysięczników. Dokonał tego w przeciągu 9 lat.

## Praca społeczna
- 2001–2012 – trener młodzieżowej sekcji alpinistycznej w Ałmaty
- 2005–2010 – prezes Federacji Alpinizmu i Wspinaczki w Ałmaty
- marzec 2010 – wiceprezes Federacji Alpnizmu i Wspinaczki Republiki Kazachstan, przewodniczący komisji ds. alpinizmu
- październik 2010 – przewodniczący jury konkursu „Złoty Czekan Azji 2010” Seul, Korea Płd.
- listopad 2012 – członek jury konkursu „Złoty Czekan Azji 2012”
- marzec 2014 – członek jury „Piolet d’Or”, Francja

## Publikacje
- „Spor’t” («Спор’t»), Ałmaty, 2002
- „Górski sezon” («Горный сезон») Ałmaty, 2005
- „Szczyty wąwozu rzeki mała Ałmatynka” («Вершины Малоалматинского ущелья»), Ałmaty, 2008
- „Akcent – góry” («Акцент-горы») Ałmaty, 2008
- „Spacer samuraja” («Прогулка самурая»), Ałmaty, 2009
- „Colpevole d’alpinismo” („Więzień alpinizmu”), „Priuli & Verlucca”, Milano 2010  Nagroda «Złoty Oset” ITAS-2011 (Włochy) w kategorii książki o alpinizmie spośród 108 pretendentów jako najlepszej, za realizm, przedstawienie świata alpinizmu
- „Spacery w pionie” («Прогулки по вертикали»), Paulsen, Moskwa, 2011
- „Skazany na góry” („Околдованный горами”), Mountain Quest, Ząbkowice Śląskie, Polska, 2011
- „Reinkarnacja” («Рейнкарнация»), Riazań, 2012.
- „Ecesso di Montagna”, Priuli & Verlucca, Milano, 2012 (zbiór artykułów, krótkich opowieści, napisane w różnych latach)
- „Absurd Everestu” («Абсурд Эвереста»), Riazań, 2013
- „Czekan porucznika”, Mountain Quest, Ząbkowice Śląskie, Polska, 2014

## Filmografia
- „Wszystko, co nas nie zabije, to nas wzmocni” («Все, что нас не убивает, делает нас сильнее») (o wspinaczce w Ałatau Zailijskim, 13 min)
- Non stop 2” («Нон-стоп 2») (film o zimowym wejściu na Marmurową Ścianę w Tienszanie, 10 min)
- „Pięć snów o Manasłu” («Пять снов Манаслу») (film o wejściach w Himalajach, 18 min)

## Nagrody
- „Złoty Czekan Azji” – czterokrotnie[20]
- „Złoty Czekan” 2009 – za wejście na Czo Oju, nowa droga, styl alpejski, w parze z Borysem Dedeszką
- „Złoty Czekan” 2010 – za najlepsze wejścia roku
- Eiger Award 2009 – za pierwsze zimowe wejście na Makalu
- Golden Piton (Złoty Hak) 2012 – nagroda amerykańskiego czasopisma „Climbing Magazine” za pierwsze zimowe wejścia na Gaszerbrum II
- Złoty Order Komitetu Olimpijskiego Republiki Kazachstanu za wybitne osiągnięcia w sporcie (2009)
- „Najlepszy sportowiec roku 2009” (Fundacja Rozwoju Sportu Kazachstanu).
- „Superchampion” 2019 – za akcję ratunkowa na Nanga Parbat Elisabeth Revol i Tomasza Mackiewicza (plebiscyt Przeglądu Sportowego)
- „Polski Złoty Czekan” 2020 – za wytyczenie nowej drogi na Gasherbrumie II, samotnie, bez radiotelefonu i dodatkowego tlenu[21]

## Odznaczenia
- Krzyż Kawalerski Orderu Odrodzenia Polski – 2019[22][23]
- Krzyż Kawalerski Legii Honorowej – Francja, 2019[24][25]